# Birthana aurantiaca
Birthana aurantiaca is een vlinder uit de familie van de Immidae. De wetenschappelijke naam van de soort is voor het eerst geldig gepubliceerd in 1899 door Semper.